# Denílson (futbolista nacido en 1943)
Denílson Custódio Machado (Campos dos Goytacazes, 28 de marzo de 1943-Río de Janeiro, 1 de octubre de 2024) fue un futbolista y entrenador de fútbol brasileño que jugó en la posición de centrocampista.

## Carrera

### Club
| Periodo   | Club          |
| --------- | ------------- |
| 1961–1963 | Madureira EC  |
| 1964–1973 | Fluminense FC |
| 1973-1974 | Rio Negro     |
| 1975      | EC Vitória    |

### Selección nacional
Jugó para Brasil en nueve ocasiones de 1966 a 1968 y anotó dos goles; participó en la Copa Mundial de Fútbol de 1966 en los partidos ante Bulgaria y Portugal.

### Entrenador
| Periodo   | Club        |
| --------- | ----------- |
| 1976–1977 | EC Vitória  |
| 1986      | Goytacaz FC |

## Logros
- Campeonato Brasileiro: 1970
- Campeonato Carioca: 1964, 1969, 1971 y 1973
- Taça Guanabara: 1966, 1969 y 1971
- Torneio Quadrangular Pará-Guanabara: 1966
- Torneio José Macedo Aguiar: 1971
- Torneio Internacional de Verão do Rio de Janeiro: 1973
- Taça Independência (Fla-Flu): 1966